# Rodelas
Rodelas este un oraș în statul Bahia (BA) din Brazilia.